# Saulteaux (langue)
Cet article concerne la langue saulteaux. Pour le peuple saulteaux, voir Saulteaux.
Le saulteaux (ᓇᐦᑲᐌᒧᐎᓐ, Nakawēmowin, en saulteaux), aussi appelé ojibwé des plaines ou ojibwé occidental, est une langue algonquienne centrale parlée au Canada, en Saskatchewan.
Selon Statistique Canada, en 2021, le saulteaux est la langue maternelle de 2 580 personnes au Canada.

## Classification du saulteaux
Le saulteaux fait partie de la chaîne dialectale de l'ojibwé, avec l'ojibwé, l'algonquin, l'odawa et l'oji-cri.

## Phonologie
Contrairement aux variétés de l'ojibwé ou de l'algonquin, parlées à l'Est de la chaîne dialectale, le saulteaux ne voise pas les occlusives et les fricatives.